# Književnost u 1612.
◄◄ | ◄ | 1609. | 1610. | 1611. | 1612.  | 1613. | 1614. | 1615. | ► | ►►
Arhitektura • Astronomija • Glazba • Kazalište • Kiparstvo • Knjige • Književnost • Kršćanstvo • Medicina • Politika • Pravo • Promet • Slikarstvo • Znanost
Književnost u 1612.

## Svijet

### Rođenja
- 3. veljače − Samuel Butler, engleski književnik († 1680.)
- 30. ožujka − Anne Bradstreet, američka književnica († 1672.)

## Vanjske poveznice
|  | Zajednički poslužitelj ima još gradiva o temi Književnost u 1612. |